# Дорогинка (Прилуцький район)
Дороги́нка — село в Україні, у Прилуцькому районі Чернігівської області. Входить до складу Ічнянської міської громади. Населення становило 1083 осіб станом на 2012 рік.

## Географія
Село розташоване на північному заході району, на правому березі річки Удай (притока Сули). Річка в цій місцевості дуже заболочена. За 1,5 км вище за течією — село Томашівка, за 3 км нижче — Бакаївка. Через село проходить автомобільна дорога Т 2515. Висота над рівнем моря — 129 м.
Відстань від Чернігова — близько 120 км(автошляхами — 136 км), до Ічні — 22 км. Найближча залізнична станція — Лосинівка на лінії Ніжин — Прилуки Полтавської дирекції залізничних перевезень за 12 км.
  Простяглося село з півночі на південь аж на п´ять кілометрів, така широка стрічка переплелась районами-кутками. Ось як вони називаються: Кути, Шкурине, Озерце, Середина села, Вигон, Городище, Загородище, Панський двір, Приточилівка, Новоселиця. Крім основних вулиць села Берегової і Польової, ряд вулиць називається по-місцевому за прізвищами першопоселенців: Прохоренкова, Карпенкова, Ільченкова, Миколаєнкова, Закричина, Гордієнкова, Останцева.
Особливістю Дорогинки в порівнянні з іншими селами є дві площі. Одна в північній частині села між Кутами І Шкуриним, а інша, велика, яка завжди називалась Вигоном,- між  Середньою частиною і Городищем. Вигон- через те, що сюди зганяють худобу перед виходом на пасовисько. Зараз тут побудовані сільські крамниці. Ще цікава особливість у топоніміці села. Тут збереглися назви  поворотів вулиць. Запричин поворот, Кирилянчин, Гордієнків. А в напрямку до Ніжина вулиця називалась Міський шлях.
З давніх часів, огинаючи  Дорогинку з півночі, Удай розділяється на потоки: Верещивка, Піщанка, Петрухівка. На південь, між Бакаївкою і Дорогинкою, протікала польова річечка Криниця, а від неї і все урочище навкруги називається Криницею.
Поблизу Дорогинки і в самому селі є так звані «блюдця»- заглиблення, озерця. В північній частині села є озерце Шкурине, від нього і пішла назва кутка. На північ і захід від села знаходиться озерця Баранове і Горбачеве. На північ за Верещивкою і Піщанкою на невеликій території розташовані озера Кругле, Довге, Струкове, Мохов. І урочище, де вони знаходяться, називається Озера. 

## Історія
На околиці села виявлено давньоруське городище (IX-XIII століття).
Дорогинка заснована не пізніше початку XIII сторіччя, ще до навали орд хана Батия. Офіційною датою заснування села вважається 1200 рік. Оборонний град — Дорогин.  Це була площа на правому високому березі в минулому повноводної річки Удай, яка прикривала град зі сходу, обведена земляним валом і ровом. На валу — дубовий частокіл, обмазаний глиною, щоб не загорявся під час штурму. Ймовірно, для виїзду і в´їзду — ворота, що зачинялися на ніч і під час тривоги. Крім Удаю, підступи до града Дорогин  прикривали  урочища «Завирень», «Твань», «Куликівка», «Сіножаті», «Гнила Рудка», «Мокрогузівка», «Ізок», «Темне». Самі їх назви свідчать про те, що перейти їх не легко. Наприклад «Завирень» походить від слова «завора», що значить «замок», «запір», «Твань»- болото, «Сіножаті»- густий ліс, у якому не косили траву, а жали серпом.
Оборонний град Дорогин був збудований на місці, де зараз знаходиться частина села, яка йменується «Городище». Саме тут схрещувалися найважливіші шляхи Лівобережжя від Чернігова до Переяслава.
Спочатку град являв собою укріплену фортецю, що перепиняла дорогу кочівникам на Русь. Потім уздовж Удаю, на північ від фортеці, починає осідати населення. Ця частина Дорогинки на північ від Городища заселилась раніше і разом з Городищем- фортецею і склала древній град Дорогин.
Частина села на південь від фортеці заселилась пізніше і стала називатися «Загородищем». Частина ж села «Кути»(на півострові) існувала дуже давно, мабуть, як окреме поселення. Вона мала і своє окреме кладовище, і церкву.
Кутки «Шкурине» і «Озерус» («Озеце») заселилися ще пізніше.
Населений пункт Dorohinka позначено на «Спеціальному та докладному плані України…» де Боплана (1650) та на пізніших мапах.
В кінці ΧIX ст. прокладено залізницю з Ніжина на Крути-Припутні-Ічню-Прилуки. От тоді дороги, які перехрещувалися в Дорогинці, втратили своє важливе значення, і колишній град Дорогин перетворився на звичайне село Дорогинку.
Населення Дорогинки складалося з таких верств: козаки, різночинці, кріпаки (посполиті). Цікаво, що селилися вони в основному окремо. На Береговій вулиці жили кріпаки Селівоновича (пана Саливона по народному), а на Польовій - козаки. Берегову вулицю ще називали Мужичою. Козаки навіть не брали шлюбу із вихідцями з кріпацьких сімей, щоб не перетворитися із вільної людини на власність поміщика.
Минав час, село росло й розвивалося. Мешканці всіх хуторів навколо Дорогинки були переселені в село. Для цього відвели чималий шмат землі на північний захід від Городища. Цю частину села, що склалася із трьох вулиць, стали називати Приточилівкою. Пізніше  у південному напрямку, за колишнім панським двором Троцини, з´явилась нова вулиця, що простягалася на цілий кілометр до Бакаївської грані. І тепер частина села, що розташована з боку Бакаївки, називається Хуторцем, або Новоселицею, а вулиця від колишнього млина на захід називається Дичками, бо там раніше росло багато  груш-дичок і було тільки три хати.
З давніх часів  у Дорогинці жили козаки Павловські (по вуличному — Золотаренки), Павловські (Миколаєнки), Шовкуни(Висенки), Шадури (Савченки), Шадури (Заприки), Шевченки (Костьовичі), Бутенки (Чепурушки).
У 1854 році селяни Дорогинки виступили проти якогось поміщика. Влада жорстоко розправилася з непокірними. Після реформи 1861 року в селі знову відбулися селянські заворушення.
4 червня 1906 року в економії поміщика відбувася страйк селян. "Каральний" загін відмовився стріляти в селян. 
Наприкінці квітня 1921 року під Дорогинкою відбувся бій загону ніжинської радянської міліції з махновцями. У бою з вояками Махна полягло близько 100 міліціонерів.

#### Див.Бій під Дорогинкою
468 жителів Дорогинки брали участь у Другій світовій війні, 287 з них — загинули, 175 — нагороджені орденами і медалями СРСР. На честь воїнів-односельців, полеглих у боротьбі за свободу і незалежність СРСР, у 1967 році в центрі села споруджено обеліск Слави.
У повоєнний період знаходилася ділянка колгоспу імені Щорса, центральна садиба якого розташовувалася в Бакаївці.
На початку 1970-х населення села становило 1613 осіб. Нині(коли?) в селі живе 1083 мешканці.
До 2017 року центр Дорогинської сільської ради.
На території села працюють школа, клуб, бібліотека, дільнича лікарня, відділення зв'язку, магазини.

## Населення

### Мова
Розподіл населення за рідною мовою за даними перепису 2001 року:
| Мова       | Кількість | Відсоток |
| ---------- | --------- | -------- |
| українська | 1072      | 98.98%   |
| російська  | 11        | 1.02%    |
| Усього     | 1083      | 100%     |

## Відомі люди

### Народилися
- Микола Костенко (1916—1976) —український культурний діяч, журналіст, редактор, письменник, публіцист.